# جويل غارتن
جويل غارتن هو عازف بيانو كندي، ولد في 1981.